# Kerkbelasting
Kerkbelasting is een vorm van belasting die kerkgemeenschappen bij hun leden heffen om hun onkosten mee te kunnen financieren. Men kent het principe van kerkbelasting onder meer in landen als Oostenrijk, Denemarken, Finland, Duitsland, IJsland en Zweden. 

## Duitsland

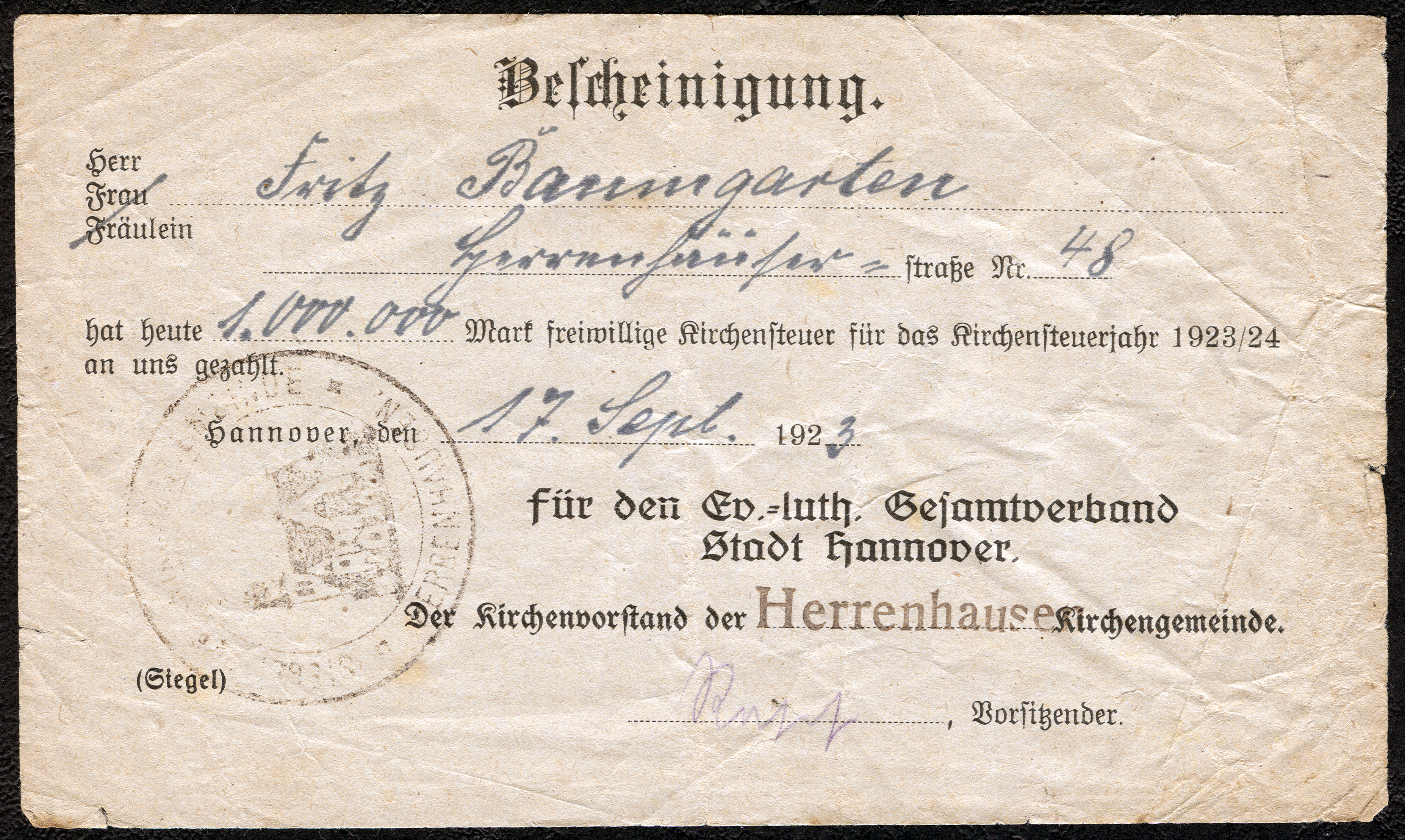
Ontvangstbewijs van 17 september 1923

In Duitsland kan kerk(loon)belasting (Kirchensteuer, kortweg KiSt) geheven worden door religieuze en levensbeschouwelijke organisaties die een Körperschaft des öffentlichen Rechts zijn. De belastingdienst van iedere deelstaat houdt bij wie aangesloten is bij een van deze genootschappen, int de belasting en houdt bij waar de geïnde belasting vervolgens terecht dient te komen. Wat iemand aan zijn eigen kerkgenootschap moet afdragen, is 8 of 9% van de totale hoeveelheid te betalen inkomstenbelasting.
De kerkbelasting is voor kerkgenootschappen hun voornaamste bron van inkomsten. Ter illustratie: voor het aartsbisdom van Keulen bestond in 2011 zo'n 79% van zijn inkomsten uit kerkbelasting.

### Geschiedenis
De kerkbelasting werd op 18 juni 1892 ingevoerd in de zuidelijke Duitse stad Freiburg. Dat werd een belasting genoemd om de (katholieke-)kerk van algemene middelen te voorzien. Tijdens de Weimarrepubliek kregen de kerken het recht op een belasting (Art. 137, Abs 6). Voorwaarde was, dat de kerk een organisatie onder het openbare recht  (Körperschaft des öffentlichen Rechts) zou worden.
In 1949 werd deze wet deel van de grondwet (Art. 140 GG). De uitvoering van de wet ligt bij de verschillende deelstaten in Duitsland. De administratie wordt gedaan door de kerk zelf, alhoewel de kerken de mogelijkheid hebben de administratie uit handen te geven aan de belastingdienst, wat de meeste kerken dan ook hebben gedaan. De belastingdienst kan de kerkbelasting van een burger invorderen.

### Kerkgenootschappen
In de Duitse grondwet is vastgelegd welke geloofsgenootschappen kerkbelasting mogen heffen. De volgende geloofsgenootschappen mogen kerkbelasting heffen:
- Rooms-Katholieke Kerk (rk)
- Evangelisch christendom (Protestantisme) (ev)
- Evangelisch-Lutherse Kerk (lt)
- Evangelisch-gereformeerd (rf)
- Frans-gereformeerde kerk (fr)
- Oudkatholieke Kerk (ak)
- Israëlische Kultus Gemeente (is)

Bij deze kerkgenootschappen is men doorgaans lid op het moment vanaf de doop, en daarmee meestal vanaf het eerste levensjaar. Uitschrijven bij een kerkgenootschap is alleen mogelijk door een verklaring tot uittreding in te dienen bij de kantonrechtbank.
De kerkgenootschap van een werknemer werd voorheen altijd ingevuld op de loonbelastingkaart. Tot 2011 kreeg iedere werknemer een loonbelastingkaart van de stad of gemeente. Op deze kaart werd middels bovengenoemde afkortingen de geloofsgemeenschap aangegeven.

### Incasseren kerkbelasting
Elke deelstaat heeft een eigen Staatsvertrag met de erkende geloofsgemeenschappen. Hierin is vastgelegd dat de Finanzämter (belastingdiensten) van de deelstaten zorg dragen voor het innen van de kerkbelasting. Als beloning voor de inning van de kerkbelasting ontvangen de deelstaten ongeveer 3% 'provisie' van de opbrengst. Dit gaat om miljardenbedragen.
Nederlanders die in Duitsland werken en loonbelasting betalen, maar in Nederland wonen, hoeven geen kerkbelasting af te dragen. De kerkbelasting is namelijk gekoppeld
aan een Duitse woonplaats. Alleen Nederlanders die in Duitsland wonen en in Duitsland loonbelasting betalen, zijn kerkbelasting verschuldigd. Overigens is dit slechts het geval wanneer een Nederlander ook lid is van een van de belastingheffende kerkgemeenten en dit bij inschrijving als zodanig in Duitsland aangeeft. Wanneer men een andere religie of geen religie opgeeft, wordt geen kerkbelasting geheven.

### Hoogte kerkbelasting
De hoogte van de kerkbelasting verschilt per deelstaat. In Baden-Württemberg en Beieren is het tarief 8%, in de overige deelstaten bedraagt het tarief 9%. De belastinggrondslag voor de kerkbelasting is de bij de werknemer ingehouden loonbelasting. Het bedrag aan kerkbelasting is wel gemaximeerd op 2,75 tot 4% van het belastbaar inkomen, afhankelijk van de deelstaat (in Beieren is geen grens).